# Teletubbies diuen Eh-oh!
Els Teletubbies diuen "Eh-oh!" és una cançó que va arribar al número u de la Llista d'èxits del Regne Unit durant dues setmanes al desembre de 1997. Va romandre en el Top 75 durant 29 setmanes després del seu primer llançament i 3 setmanes més després de dos llançaments addicionals. És bàsicament un remix del tema musical del famós programa de la BBC, Teletubbies. Els Teletubbies no han tingut cap més cançó d'èxit.

## Rebuda
El single va ser seleccionat per als Premis Novello de composició, però d'altres consideren que és una melodia molesta - malaltissa i irritant. Sovint ha quedat molt amunt en llistes de cançons dolentes, com la que va fer VH1 on va quedar tercera, després de The Millenium Prayer de Cliff Richard i Mr. Blobby.

## La cursa de Nadal
Hi havia força possibilitats que fos el número u al Regne Unit pel Nadal de 1997, i a la casa d'apostes William Hill era el favorit per 6-4. Es diu que la cursa la va decidir el grup dels menors de 10 anys, ja que l'altra cançó amb possibilitats era de les Spice Girls, que eren més populars entre les nenes de 7 anys, mentre que els Teletubbies eren més populars entre els nens més petits. Siobhan Ennis, el director de singles de la botiga de Tower Records a Piccadilly Circus va dir:"La cursa pel número u del Nadal és realment emocionant. En aquesta època de l'any, la gent no és tan seriosa a l'hora de comprar. Hem tret un munt de discos dels Teletubbies. El mercat dels singles l'impulsen els nens, i no només per Nadal." Al final, els Teletubbies van quedar segons darrere de Too Much de les Spice Girls.
BMG va comercialitzar el disc al Regne Unit, mentre que EMI ho va fer per la resta d'Europa. L'executiu d'A&R Simon Cowell va fer el tracte amb la BBC dient: "Vaig sentir que un altre segell estava a punt de signar els Teletubbies, així que vaig fer venir la BBC a la meva oficina i els vaig dir que els donaria 500.000 lliures per avançat. Sabíem que un disc com aquest guanyaria més de 2 milions de lliures" A continuació, es van vendre 317.000 còpies en la seva primera setmana per debutar en el número u; 1.103.000 còpies abans d'acabar l'any i un total final de 1.3 milions en tot el Regne Unit.

Va sortir un single que hi rivalitzava,L'Himne Tubby, que havia fet el músic Vince Brown per l'ONG ChildLine. La BBC va amenaçar amb accions legals i la van retirar.